# Hypoplectrodes maccullochi
Hypoplectrodes maccullochi är en fiskart som först beskrevs av Gilbert Percy Whitley 1929.  Hypoplectrodes maccullochi ingår i släktet Hypoplectrodes och familjen havsabborrfiskar. Inga underarter finns listade i Catalogue of Life.